# Franciszek Ksawery Wakulski
Franciszek Ksawery Wakulski, né le 2 mars 1842 à Gostynin (Empire russe) et mort le 11 septembre 1925 à Varsovie (Pologne), est un ingénieur civil polonais ayant été particulièrement actif au Pérou. 

## Biographie

### Enfance et formation (1842-1873)
Franciszek Ksawery Wakulski est le septième d'une fratrie de dix enfants. Il est le frère cadet du sculpteur polonais Kazimierz Wakulski. Son père, Franciszek Ksawery Wakulski, est originaire de Slonim en Biélorussie actuelle et descendant d'une famille noble de Podolie. Il est employé par l'état dans les usines de tabac de Pologne. Sa mère, Katarzyna Parazinska, est aussi issue d'une famille noble.  
|                                                                  |  | |
| Franciszek Ksawery Wakulski, père de Franciszek Ksawery Wakulski |  | Portrait par Antoni Kozakiewicz du sculpteur Kazimierz Wakulski, frère de Franciszek Ksawery Wakulski |

Franciszek Ksawery Wakulski entre au lycée de Suwalki de 1857 à 1860 puis commence ses études supérieures en 1863 à l'École Principale de Varsovie (pl) dans la faculté de mathématiques et physique. Cette école fut créée à la suite de l'échec de l'insurrection de novembre 1830 et la dissolution de l'Université de Varsovie par l'empire russe en 1831. Il y obtient son diplôme de master en sciences mathématiques en 1866 avec un mémoire sur les chainettes.
L’insurrection polonaise de janvier 1863 entraine une forte répression du peuple polonais par l’empire russe. Comme des centaines de jeunes polonais quittant le pays, Franciszek Ksawery Wakulski, jeune diplômé, choisit la France et s’installe à Paris. Il intègre l’École nationale des ponts et chaussées en tant qu’élève externe en 1869 et y obtient son diplôme d’ingénieur en 1873, classé premier de sa promotion.

### Ingénieur au Pérou (1874-1895)

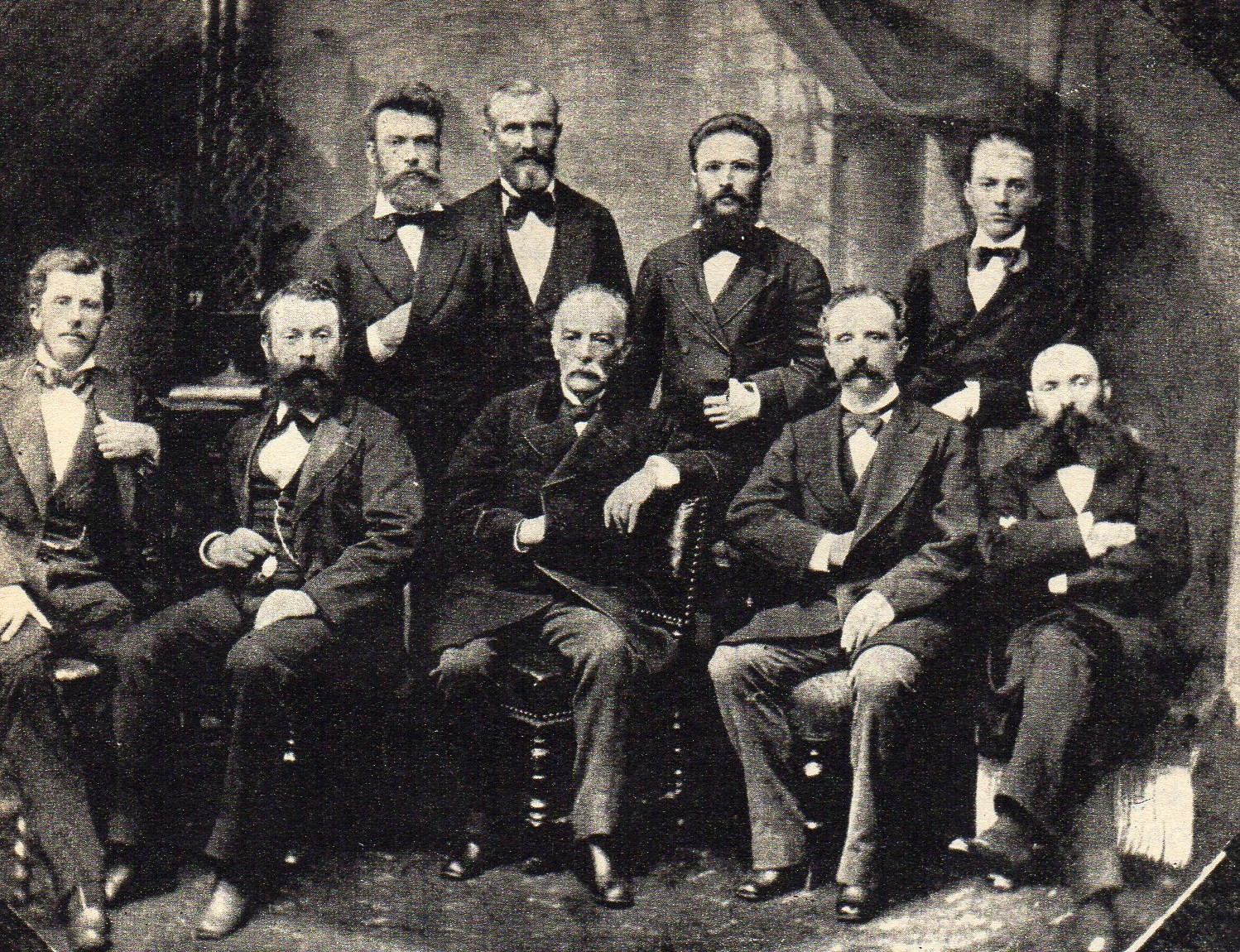
Les ingénieurs polonais au Pérou (1876), de gauche à droite, assis : Tadeusz Stryjeński, Wladyslaw Folkierski, Ernest Malinowski, Edward Habich, Leonard Laskowski ; debout : Franciszek Ksawery Wakulski, Aleksander Babinski, Wladyslaw Kluger, Jan Sztolcman

Après avoir obtenu son diplôme, Franciszek Ksawery Wakulski est recruté par Ernest Malinowski, ingénieur polonais ayant soumis en 1859 au gouvernement péruvien le projet de construction d'une ligne de chemin de fer transandine entre les villes de Callao et La Oroya, première partie du Ferrovías Central. Cette ligne, dont le chantier avait déjà débuté en 1870, permettrait de relier la côte pacifique à l'intérieur des terres du Pérou. Ernest Malinowski a recruté en priorité les ingénieurs polonais diplômés de l'École nationale des ponts et chaussées où il avait lui-même étudié afin de réaliser ce projet, comme Edward Habich (pl), Wladyslaw Folkierski, Aleksander Babinski (pl) et Wladyslaw Kluger (pl). Franciszek Ksawery Wakulski signe son contrat d’ingénieur d’état en décembre 1873 et part au Pérou au début de l’année 1874. 

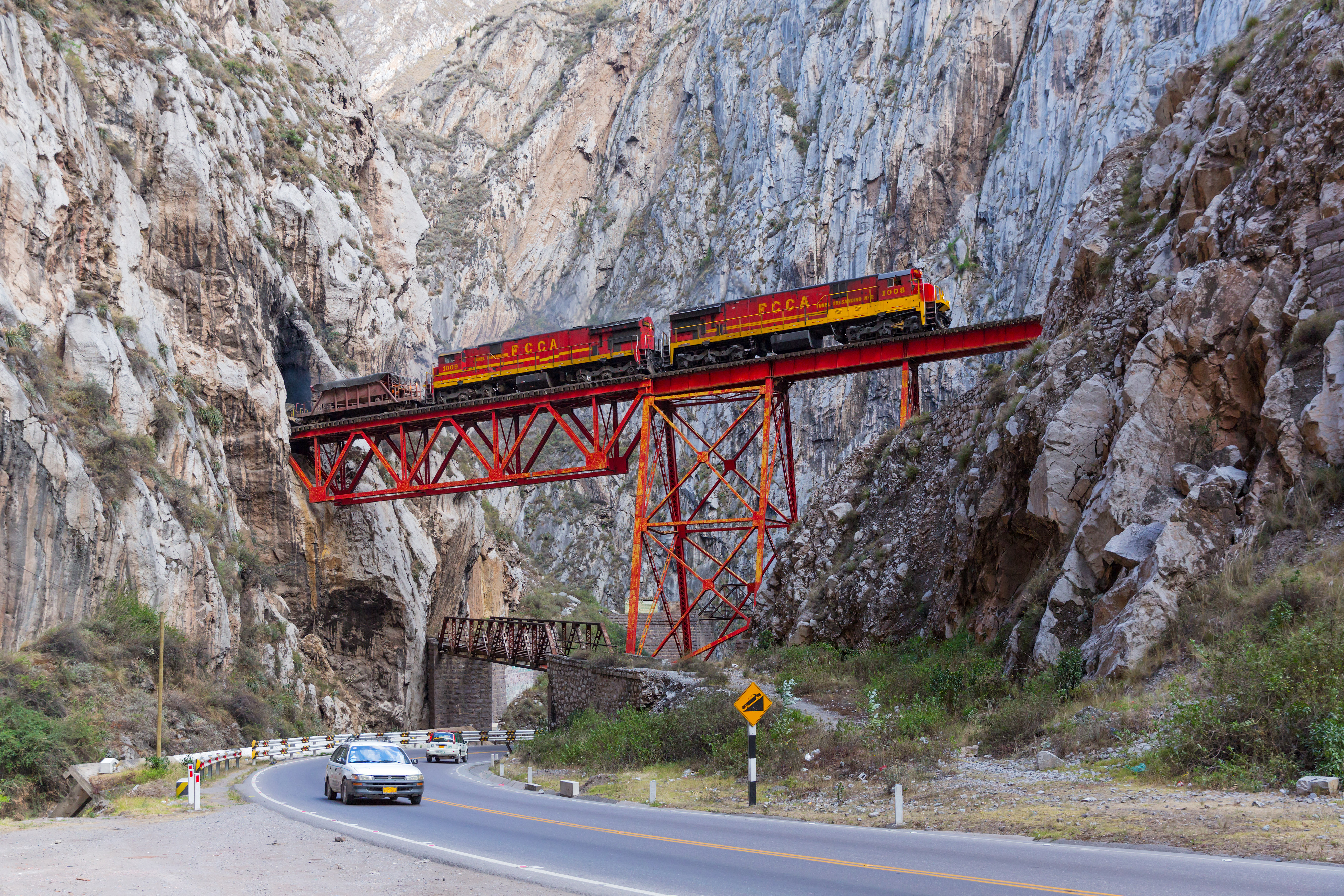
Le pont « Infernillo » sur la ligne Ferrovías Central, projet supervisé par Franciszek Ksawery Wakulski, reliant deux tunnels au-dessus du Río Rímac

À son arrivée au Pérou, il travaille avec Ernest Malinowski sur le projet de chemin de fer Callao-La Oroya sur laquelle circulera la première locomotive le 10 janvier 1893. Culminant à 4781 mètres d'altitude, elle reste la ligne ferroviaire la plus haute du monde avant d'être dépassée en 2006 par la ligne Qing-Zang en Chine. En 1874, il soumet les projets du pont « Cunyac » au-dessus du Río Apurímac et du pont ferroviaire au-dessus du Río Rímac, surnommé « puente Infiernillo » (petit pont de l'enfer). De 1884 à 1886, il est administrateur de la ligne Lima-Ancon-Chancay. Il réalise des études préliminaires à la construction de plusieurs lignes, notamment Tarma-La Merced (es) dans la province de Chanchamayo et Lima-Pisco (es), ainsi que des expertises de lignes déjà existantes comme celles de Lima-La Magdalena (es), Lima-Chorrillos (es) et Chimbote-Recuay (es), dont certaines ont aujourd'hui disparu. En 1894, il travaille sur le tronçon entre Sicuani et Cuzco sur la ligne du Ferrocarril del Sur (es). Il participe également à la construction et la maintenance de plusieurs autres ouvrages comme des quais, digues et chemins muletiers afin de faciliter le transport des matériaux. La main d’œuvre était essentiellement chinoise ou amérindienne, adaptée aux hautes altitudes, avec des conditions de travail difficiles et dangereuses. La plupart des travaux étaient effectués sans l’aide de machines et les matériaux étaient transportés à dos de lamas, de mulets ou d’hommes.
D'autres missions lui sont confiées, notamment l'expertise du système de compteurs du gaz, l'implantation du service téléphonique et télégraphique, l'éclairage électrique, les usines de fabrication du sucre ou encore l'irrigation, témoignant de son implication dans le développement des infrastructures péruviennes. Il travaille aussi sur plusieurs édifices et monuments historiques comme la rénovation de la Cathédrale Saint-Jean de Lima ou le projet de construction d'un monument en hommage au général José de San Martín, proclamateur de l'indépendance du Pérou.
Franciszek Ksawery Wakulski publie les comptes rendus de ses travaux dans des revues spécialisées péruviennes telles que Anales del Cuerpo de Ingenieros del Perú (Annales du Corps des Ingénieurs du Pérou) et Anales de las Obras Públicas del Perú (Annales des travaux publics du Pérou),,.
En plus de son travail en tant qu'ingénieur pour le gouvernement péruvien, il développe l’enseignement supérieur au Pérou. En effet, bien qu'elle soit la plus ancienne d'Amérique du Sud, l’Université de Lima ne comptait pas à cette époque de faculté d’ingénierie. Avec son collègue Edward Habich et d’autres ingénieurs polonais, il reprend l’école technique de Lima et fonde la Escuela Especial de Construcciones Civiles y de Minas del Perú (l'École Spéciale de Constructions Civiles et des Mines du Pérou), la première véritable école d'ingénieur du pays, connue aujourd'hui sous le nom d'Université Nationale d'Ingénierie. Elle ouvre le 18 mars 1876 et les cours débutent le 23 juillet. Il y exerce le poste de professeur des ponts et chaussées et est responsable de l’enseignement du calcul infinitésimal. Le 2 décembre 1878, il est nommé directeur adjoint et professeur de résistance des matériaux par décret du président de la république du Pérou Mariano Ignacio Prado, ce qui lui donne de nombreuses responsabilités au sein de l'administration de l'école. Il était un professeur éminent et respecté, ayant notamment enseigné la mécanique, les mathématiques (notamment le calcul différentiel et le calcul intégral) et la science des matériaux,. Il faisait aussi partie des jurys chargés de décerner divers titres professionnels.
Franciszek Ksawery Wakulski fut directeur des télégraphes péruviens et une personne influente parmi les élites locales. Ils faisait partie de plusieurs sociétés savantes. En 1875, il est membre de la Société Polonaise des sciences exactes, organe français de l'Académie polonaise des sciences fondé en 1870. Son collègue Wladyslaw Folkierski en fut le rédacteur en chef. En 1885, il devient membre de l’Association des ingénieurs civils anciens élèves de l'École des ponts et chaussées de France fondée en 1860.

### Retour en Europe (1895-1925)

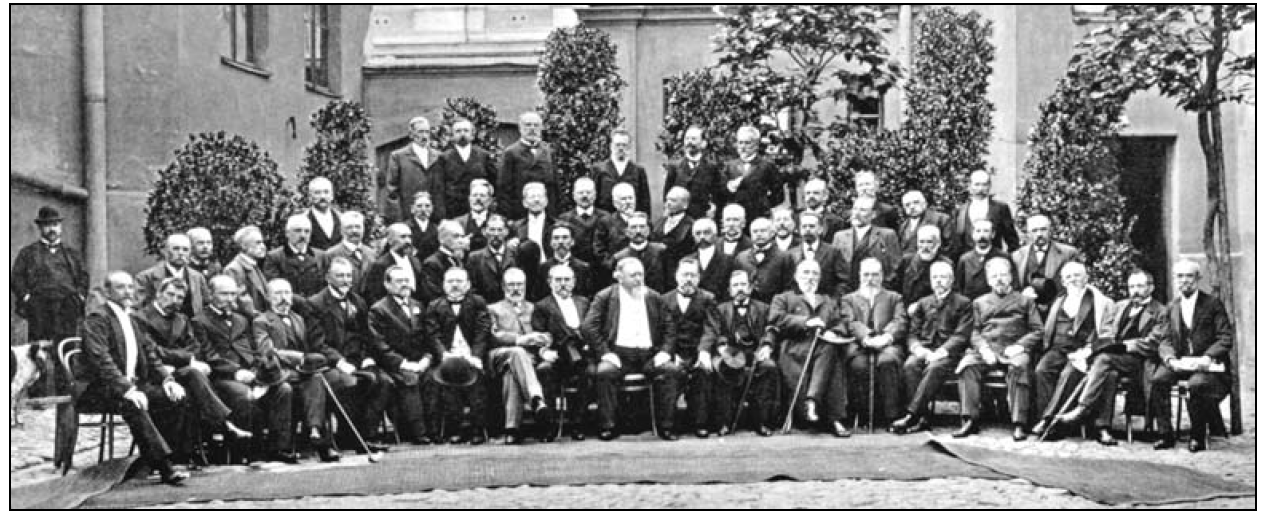
Réunion des anciens étudiants de la faculté de mathématiques et physique de l'École Principale de Varsovie (1903)

Franciszek Ksawery Wakulski quitte le Pérou et retourne en France en 1895. Vers 1898, il repart en Pologne pour y rendre compte de ses travaux d'ingénierie au Pérou. Entre 1898 et 1899, il dirige la construction de la ligne de chemin de fer Deliatyne-Kolomya-Stefanowka (pl) en Galicie, inaugurée le 18 novembre 1899. En 1903, il participe à une réunion de l’association des anciens élèves de la section mathématique et physique de l’École Principale de Varsovie pour les 40 ans de sa fondation. En 1916, il est mentionné comme membre de l'association des bibliothèques publiques fondée en 1906 et à l'origine de la création de la bibliothèque publique de Varsovie (pl).
Malgré son retour en Europe, il garde contact avec la communauté scientifique péruvienne grâce à de nombreuses lettres qu’il reçoit en espagnol, anglais et polonais, langues qu’il parle couramment. En 1915, il est nommé délégué du Pérou pour la conférence internationale des chemins de fer à Berlin. Préoccupé par le sort de ses compatriotes contraints à l'émigration, il fait don de plusieurs centaines de livres en langues polonaise à la communauté polonaise du Brésil.
Il meurt le 11 septembre 1925 à son domicile Place des Trois-Croix à Varsovie. Il est inhumé au cimetière Powazki.

### Vie de famille
Franciszek Ksawery Wakulski se marie à Callao le 11 aout 1876 avec Louise Stéphanie Lombard, institutrice qu'il a rencontré à Paris. Ils eurent ensemble six enfants : Louise Joséphine (1873-??), Xavier Alexandre (1874-1906) qui fut ingénieur agronome, nés à Paris ; Maria Luisa (vers 1880-1954), Tadeo (1877-??), Thadée (1878-1952) qui fut agriculteur en France et Jean Casimir (1881-1972) qui fut professeur de mathématiques en Suisse, nés à Lima. Leurs enfants parlaient aussi bien l’espagnol que le polonais. Seule sa fille Maria Luisa demeura toute sa vie au Pérou et se maria avec un militaire péruvien.

## Postérité
Franciszek Ksawery Wakulski vécut au Pérou entre 1874 et 1895, années au cours desquelles il contribua au progrès technique du pays en jouant un rôle important dans la conception, la construction et la modernisation des réseaux de transport. De plus, en établissant des liaisons ferroviaires entre des régions clés, il a contribué au développement économique du Pérou. 
|                                                          |  |                                           |
| Monument aux pionniers polonais de l'ingénierie au Pérou |  | Bas-relief de Franciszek Ksawery Wakulski |

En gage de gratitude, le gouvernement péruvien a érigé en 1914 sur la place San Agustín à Lima un monument dédié à Edward Habich, premier directeur de l'Université Nationale d'Ingénierie, œuvre des sculpteurs Carlos Libero Valente et Charles Théodore Perron. En 1934, ce monument est baptisé « Monument aux pionniers polonais de l'ingénierie au Pérou », remanié et déplacé dans le parc Polonia dans le district de Jesús María (es) afin de rendre hommage aux ingénieurs polonais. On y retrouve l'inscription en espagnol : « À la gloire des polonais au Pérou » ainsi que des bas-reliefs de Franciszek Ksawery Wakulski, Aleksander Babiński, Władysław Kluger et Władysław Folkierski. Devant le monument se trouvent le médaillon de Ernest Malinowski.

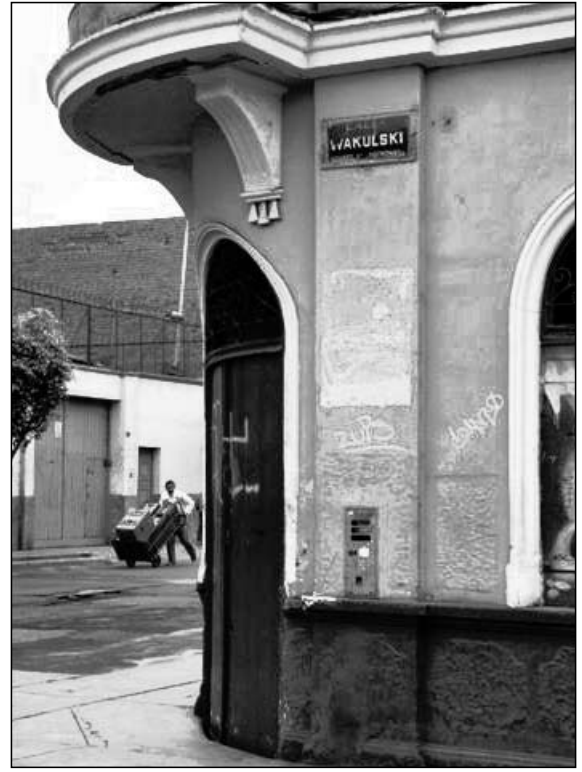
Rue Wakulski à Lima

Une rue de Lima portait également le nom de Wakulski. Elle est depuis devenue la rue Héroes de Tarapacá située dans le district de Breña (es).
Dans le livre commémoratif du rassemblement des anciens étudiants de l'École Centrale de Varsovie, Franciszek Ksawery Wakulski est surnommé « le deuxième Domeyko », du nom d’Ignacy Domeyko, géologue polonais qui a fondé l’enseignement universitaire et l’industrie extractive au Chili au cours du XIXe siècle.